# Mahavatar Babaji
Pour les articles homonymes, voir Babaji.
Mahavatar Babaji (ou simplement Babaji) est un des noms donnés par Lahiri Mahasaya, puis à la suite par d'autres personnes, au Maître spirituel indien qui aurait été rencontré une première fois entre 1861 et 1935. Certaines de ses rencontres ont été décrites par Paramhansa Yogananda dans son livre Autobiographie d'un yogi (1946). Un autre témoignage a été donné par Sri Yukteswar Giri dans son livre La science sacrée. Le nom réel et la date de naissance de Mahavatar Babaji sont inconnus. Son immortalité alléguée ainsi que son existence même sont mises en doute, même si quelques personnes se sont effectivement présentées sous ce nom en Inde et dans d'autres pays.
« Mahavatar » signifie  « grand avatar » (littéralement une incarnation divine), et « Babaji » est parfois traduit par « vénéré père ». La lignée des maîtres remontant jusqu'à Lahiri Mahasaya le désigne comme l'incarnation de Shiva.
En 1977, Roger Hodgson du groupe Supertramp, qui avait été un temps pratiquant chez Yogananda, lui a dédié une chanson à succès intitulée Babaji.